# Liste des maires d'Ablon-sur-Seine

## Liste des maires
| Période       | Période                         | Identité                                    | Étiquette                | Qualité |
| ------------- | ------------------------------- | ------------------------------------------- | ------------------------ | --- |
| 1790          | 1792                            | Jean Mathias                                |                          | |
| 1800          | 1803                            | Marc Adrien Petit                           |                          | |
| 1803          | 1817                            | Jean Mathias                                |                          | |
| 1817          | 1826                            | Jacques-Antoine de Chambarlhac de Laubespin |                          | |
| 1826          | 1826                            | François Basile Pochard                     |                          | |
| 1826          | 1833                            | Jean Louis Alexis Legrand                   |                          | |
| 1833          | 1837                            | Pierre Denis Geuffron                       |                          | |
| 1837          | 1840                            | François Denis Mathias                      |                          | |
| 1840          | 1852                            | Toussaint Chollet                           |                          | |
| 1852          | 1855                            | Philippe Simon                              |                          | |
| 1855          | 1865                            | Hippolyte Lechoppie                         |                          | |
| 1865          | 1878                            | Joseph Claude Simon                         |                          | |
| 1878          | 1881                            | Adolphe Moisset                             |                          | |
| 1881          | 1904                            | Amédée Antoine Simon                        |                          | |
| 1904          | 1907                            | Adrien Constant Marc                        |                          | |
| 1907          | 1908                            | Henry Magnier                               |                          | |
| 1908          | 1919                            | Louis Maurice Alphonse Herold               |                          | |
| 1919          | 1925                            | André Mottu                                 |                          | Député (1928-1932) |
| 1925          | 1929                            | Henri Magnier                               |                          | |
| 1929          | 1941                            | Edouard Désiré Juvigny                      |                          | |
| 1941          | 1944                            | Arsène Victor Arsicault                     |                          | |
| 1944          | 1945                            | Édouard Désiré Juvigny                      |                          | |
| 1945          | 1983                            | Alain Poher,                                | MRP puis CD puis UDF-CDS | Ingénieur et haut fonctionnaire, ministre Président de la République par intérim (1969 et 1974) Sénateur de Seine-et-Oise (1952 → 1968) Sénateur du Val-de-Marne (1968 → 1995) Président du Sénat (1968 → 1992) Président de l'Association des maires de France Président de l'Assemblée parlementaire des Communautés européennes |
| 1983          | mars 2008                       | Jean-Pierre Hermellin                       | UDF puis DL puis UMP     | Ingénieur au CNRS Conseiller général de Villeneuve-le-Roi (1994 → 2001) |
| mars 2008     | novembre 2012                   | Jean-Louis Cohen (1948-2012)                | PS                       | Retraité de la banque Décédé en fonction |
| novembre 2012 | mars 2014                       | Corinne Gorlier (1965- )                    | DVG                      | Cadre de banque |
| mars 2014     | En cours (au 15 septembre 2022) | Éric Grillon (1960- )                       | UMP → LR                 | Fonctionnaire des finances publiques retraité Réélu pour le mandat 2020-2026 |

## Pour approfondir